# Polo de Renacimiento Comunista en Francia
El Polo de Renacimiento Comunista en Francia (PRCF) (Pôle de renaissance communiste en France en francés) es un movimiento político comunista basado en el marxismo-leninismo, fundado en enero de 2004, que reúne a activistas, entre ellos miembros del Partido Comunista Francés (PCF) deseosos de reconstruir una alternativa obrera y combativa en Francia.
Su presidente es el antiguo miembro de la resistencia Léon Landini y su secretario nacional es el filósofo Georges Gastaud. Georges Hage, ex-decano de la Asamblea Nacional, fue su presidente honorario hasta su muerte en 2015. Henri Alleg fue el presidente de su comité de patrocinio después de copresidir la Federación Nacional del Renacimiento Comunista (FNARC) de la que surgió la PRCF. El Comité Central asume el liderazgo nacional, según el principio del centralismo democrático.
El logo de la PRCF es la hoz y el martillo acompañados del eslogan "Francamente Comunista" (Franchement Communiste).
El PRCF publica mensualmente la Iniciativa Comunista y una revista teórica, ÉtincelleS.
Mantiene relaciones con varios partidos y organizaciones comunistas de todo el mundo y es miembro de la Iniciativa Comunista de Partidos Comunistas y Obreros. En España mantienen relaciones con el PCOE.
El PRCF, que es un punto de encuentro de comunistas, no se define como un partido sino como una agrupación de comunistas revolucionarios. Como tal, permite una doble pertenencia. Por lo tanto, algunos de sus miembros son, por ejemplo, también miembros de la PRCF.

## Historia

### Del PCF a una organización independiente (1990-2000)
El PRCF surgió de las organizaciones, grupos y activistas que se oponían a los cambios ideológicos cada vez más agudos en el PCF durante la década de 1990. Por ejemplo, con la creación de la Universidad Politzer, el Comité Honnecker en torno a Désiré Marles, Georges Gastaud y Henri Alleg y la Coordinación Comunista. Entre las divergencias políticas, la cuestión de la construcción europea es un punto de división, ya que los comunistas ortodoxos piden una salida de la UE, mientras que el PCF abandonó la condición de la salida de Maastricht para participar en el gobierno de la izquierda plural a principios de 2000.
Uno de los primeros movimientos de oposición al cambio ideológico del PCF surgió en 1991, con la creación de la Coordinación Comunista por la Continuidad Revolucionaria y el Renacimiento Leninista del PCF (CC/PCF), más conocida como la Coordinación Comunista. Nacido en la región de Nord-Pas-de-Calais, en torno a personalidades como Georges Gastaud, Désiré Marles y el diputado del PCF Rémy Auchedé, constituye un grupo dentro del partido que se opone particularmente a la dirección del Partido, que ahora es eurocomunista y ha abandonado los principios leninistas. Poco antes del XXVIII Congreso del PCF en 1994, Georges Gastaud se opuso a la dirección de Georges Marchais, dirigente del PCF en aquel entonces, y al abandono del centralismo democrático.
Durante el XXIX Congreso del PCF, la oposición al cambio se ha movilizado, en particular en torno al llamamiento "Queremos seguir siendo comunistas" lanzado por 600 personalidades del PCF en torno al diputado Rémy Auchedé en representación de la federación del PCF de Pas-de-Calais, Georges Gastaud y Henri Alleg de la Coordinación Comunista, y Jean Jacques Karman. En particular, cuestionaron la participación del Partido al gobierno junto con el Partido Socialista, así como la negativa de la dirección del PCF a condenar el Tratado de Maastricht. Anunciaron un segundo texto que se opone al liderazgo del PCF en el congreso. El periódico L'Humanité se negó a publicarlos.
En 1996, otros grupos opositores vieron la luz, entre ellos la "Izquierda Comunista" de Jean-Jacques Karman, cercana a los lambertistas del Partido Obrero Independiente (POI), que exigían la construcción de un partido revolucionario como el PCF de 1921, los "Comunistas del Llamamiento del 41 (Loir-et-Cher)" de Thérèse Hirzsberg o el "Llamamiento del 500" dirigido, entre otros, por Rolande Perlican, Henri Martin y Maurice Lassalle. El 14 de febrero de 1999 se celebró una reunión de varios de estos grupos de oposición con los "Estados Generales de los Comunistas", por iniciativa de la Coordinación Comunista. 
En este año 1999 se produjo una unificación de los distintos grupos comunistas que se oponen por la izquierda a la transformación del PCF bajo la acción del diputado del Norte Georges Hages, Georges Gastaud y Henri Alleg de la Coordinación Comunista con el objetivo de llevar un texto alternativo al 30.º congreso del PCF que traiga la salida del tratado de Maastricht y critique la participación en el gobierno de Jospin.

### De la FNARC a la creación del PRCF (2000-2004)
Fue el XXX Congreso del PCF en Martigues en 2000 el que marcó la ruptura con el PCF. Mientras que "Izquierda Comunista" permaneció dentro del PCF, Rolande Perlican la dejó para fundar Comunistas (ahora el Partido Comunista Revolucionario), así como Thérèse Hirzsberg y el Llamamiento del 41. Una parte (mayoritaria) de la Coordinación Comunista decidió romper completamente con el PCF para fundar la "Coordinación Comunista para la Reconstrucción del Partido Comunista Revolucionario" (que se convertiría en la URCF alrededor de Jean-Luc Sallé y luego en el Partido Comunista Revolucionario de Francia (PCRF), mientras que otros (minoritarios) - en torno a Georges Gastaud, Henri Alleg y Vincent Flament - se niega a dividir a los comunistas entre los que son miembros del PCF y los que ya no lo son, y crea la "Coordinación de militantes comunistas del PCF para su continuidad revolucionaria y su renacimiento leninista" (CMC/PCF). Este grupo trabajó entonces por la unidad de los comunistas y estuvo en el origen del Polo de Renacimiento Comunista en Francia al final de un proceso de unificación y reunificación que tuvo lugar entre 2000 y 2004.
La manifestación iniciada en forma de FNARC conduce a la profundización del proceso unitario que da lugar a la creación de la FRCF en la Convención Nacional para el Renacimiento Comunista los días 17 y 18 de enero de 2004 en París, por iniciativa de la CMC/PCF. Léon Landini fue elegido presidente de la FRP mientras Georges Gastaud era su secretario nacional. 
Con el objetivo de contribuir al renacimiento de un nuevo PCF, "francamente comunista" afirma su eslogan, el posicionamiento del PRCF se define por referencia a un análisis político de clase. El PRCF se define como un punto de encuentro de comunistas no como un partido. Como tal, se permite una doblre pertenencia, lo cual quiere decir que uno puede ser a la vez miembro del PRCF como otra organización comunista.

## Posicionamiento político y elecciones

### Posicionamiento político
El PRCF se considera marxista-leninista. Declara que su objetivo es crear la ruptura revolucionaria con el capitalismo con el fin de establecer la dictadura del proletariado, primero en el marco nacional y luego en todos los países a través del internacionalismo proletario. Considera necesario "abandonar la UE y el euro por la via de izquierda" para impulsar una dinámica revolucionaria y establecer concomitantemente una "república soberana y fraternal", para construir el Socialismo y una nueva cooperación internacional basada en el internacionalismo proletario. En 2013, el PRCF forma parte de la Iniciativa contra la UE, lanzada el 1 de octubre de 2013 por una treintena de partidos y organizaciones comunistas de Europa. Así, denuncia la ruptura que se produjo en el 22º Congreso del PCF, en el que se sustituyó la dictadura del proletariado por el "Socialismo a la Francesa" y la autogestión. Considera que quiere ver renacer la idea de un "Socialismo para Francia" en las condiciones actuales. Para PRCF, la construcción del socialismo en Francia debe ser un proceso en el que cada etapa sea el resultado de la voluntad de la mayoría del pueblo.
Desde el punto de vista internacional, se caracteriza por una defensa de principios de los Estados que se han declarado socialistas: así, rechaza toda criminalización del "experimento socialista nacido en octubre de 1917" y defiende al pueblo cubano, en particular en lo que llama su lucha contra el imperialismo americano. Así, se distancia del PCF, que, si bien sigue expresando ocasionalmente su apoyo "al pueblo cubano", cuestiona las instituciones políticas surgidas de la Revolución Cubana.
Un punto central de desacuerdo entre el PRCF y el PCF es la cuestión europea: donde el PCF se inscribe en una lógica de participación crítica que considera posible una reorientación social de la UE, el PRCF rechaza el principio de abandono de la soberanía nacional a instituciones supranacionales consideradas intrínsecamente capitalistas y en nombre del principio de la soberanía popular: por lo tanto, desea la retirada de Francia de la Unión Europea ya que considera imposible Europa social. En este sentido, el PRCF es heredero de la posición de oposición del PCF a la construcción de Europa, que había, por ejemplo, llevado al PCF a hacer campaña por el no al Tratado de Maastricht en 1992. Esto se marcó por primera vez durante la votación interna del PCF sobre la pertenencia al Partido de la Izquierda Europea, en la que los "ortodoxos" marcaron su oposición a toda participación en un partido europeo (financiado por la Comisión Europea y que debería participar en la integración de la UE: "Los partidos políticos a nivel europeo son importantes como factor de integración dentro de la Unión", lo que constituiría, según ellos, una forma de participación. La PRCF también marcó su diferencia con el PCF durante la campaña del referéndum francés sobre el Tratado por el que se establece una Constitución para Europa al declararse en contra de "cualquier constitución europea".
Por último, el PRCF expresa un importante desacuerdo estratégico sobre la alianza con la socialdemocracia: mientras que la actual dirección del PCF basa su participación en el gobierno en su antiliberalismo, el PRCF rechaza la participación en un gobierno del PS y califica de "fatales" las dos participaciones anteriores.
El PRCF es uno de los movimientos que se reivindican como "Marxismo-Leninismo" en Francia. Para el investigador Gino Raymond, el PRCF analiza el fracaso del PCF tras la mutación como "causado por el hecho de que se ha cortado a sí mismo de sus raíces ideológicas, y que es hora de que el comunismo en Francia redescubra las enérgicas convicciones que lo definieron en el pasado".
En la continuidad de las posiciones del PCF contra la construcción europea hasta la mutación, el PCF votó en contra del Tratado de Roma, la CED, el Acta Única, el Tratado de Maastricht - el PRCF se posiciona para la salida de la Unión Europea y el Euro.

### Acción política
En enero de 2006 se celebró la primera Conferencia Nacional del PRCF.
El Comité Político Nacional (CPN) de la PRCF adopta el texto "Un nuevo rumbo" en octubre de 2006 y menciona que se inscribe en la lógica de dar una imagen renovada de la PRCF por ser claramente antisectario y destaca la acción en pro de la unidad de los comunistas opuestos a la deriva del CPN, un encuentro sobre un "programa candidato" de los progresistas, con un proyecto innovador para Francia.
El 18 de junio de 2012, el PRCF es iniciador y firmante con el M'PEP y los clubes Penser La France del Llamamiento de los 1000 para el regreso de los días felices, para construir un amplio frente popular progresista y patriótico para la salida de la UE, el euro y la OTAN, y para defender y actualizar los principios del Consejo Nacional de la Resistencia, para una República soberana y fraternal.
La PRCF es una organización que participa plenamente en el Assises du Communisme en junio de 2013 en Gémenos. Reunir a los comunistas organizados y no organizados dentro y fuera del PCF (en particular, la red para mantener vivo y fortalecer el PCF, varias secciones del PCF, el Rassemblement des Cercles Communistes, los Rouges Vifs, etc.) estas Asambleas están en el origen del Llamamiento de las Asambleas del Comunismo del 30 de junio de 2013 para la salida de la UE, el euro de la OTAN y el capitalismo.
La PRCF forma parte de diferentes iniciativas y movilizaciones antifascistas locales contra las leyes de seguridad y de destrucción de la libertad. En 2015, mientras los parlamentarios del PCF no voten en contra del estado de emergencia, forma parte de las organizaciones que firmaron el llamamiento No nos rendiremos a la Liga de los Derechos Humanos.
La PRCF protesta contra el riesgo de desaparición del francés y el empobrecimiento de la diversidad lingüística en favor del uso generalizado del inglés.
El PRCF participa en la manifestación del 2 de febrero de 2013 en conmemoración de la victoria soviética en Stalingrado.
Con docenas de personalidades, tanto comunistas como no comunistas, el PRCF lanza una campaña en el otoño de 2015 para un referéndum sobre la salida de la Unión Europea y la OTAN.
En 2017, la PRCF participa en una manifestación contra la represión de los comunistas en Polonia.
Entre noviembre de 2018 y 2020 el PRCF fue bastante activo en las protestas de los Chalecos Amarillos, en las huelgas contra la reforma de la educación y en la huelga general iniciada el 5 de diciembre de 2019 frente a la reforma del sistema de pensiones.

### Participación en las elecciones
En 2004, el PRCF llamó a un boicot de las elecciones europeas.
En 2005, pidió que se votara "no" a cualquier Constitución Europea.
En 2007, la PRCF presentó varios candidatos en las elecciones parlamentarias de junio de 2007 (por ejemplo, en las circunscripciones 1.ª, 2.ª y 3.ª de Corrèze, en la 12.ª circunscripción de Pas-de-Calais y en la 2.ª circunscripción de Val de Marne).
La Coordinadora Comunista de la Alta Saboya (miembro asociado del PRCF) presentó un candidato en las elecciones cantonales de 2011 en el cantón de Saint-Gervais; este candidato recibió el 13,82% de los votos en la primera vuelta en un cantón reputado como muy derechista.
En las elecciones europeas de 2009, el PRCF hace campaña a favor de la "abstención ciudadana", en particular porque considera que ello sería "refrendar la violación del no a la Constitución Europea del 29 de mayo de 2005" (véase el Tratado de Lisboa), además, como el PRCF es soberanista, no quiere participar en unas elecciones que califican de "supranacionales".
En 2012, para las elecciones legislativas de 2012, la PRCF presentó candidatos en tres distritos electorales.
En 2014, el PRCF presenta varios candidatos, por ejemplo, en dos listas de asamblea en Passy (74) y Lens (62) para las elecciones municipales.
En las elecciones europeas de 2014, la PRCF hace campaña por la "abstención ciudadana". Varias de sus personalidades (Georges Gastaud, Léon Landini, Annie Lacroix-Riz, Jean-Pierre Hemmen, Pierre Pranchère) han firmado un llamamiento nacional para el boicot de las elecciones europeas por iniciativa del Comité Nacional de Resistencia Republicana a la Unión Europea (CNR-RUE). El PRCF participa en los Comités Departamentales de Resistencia Republicana a la Unión Europea (CDR-RUE) que dirigen la campaña de boicot a las elecciones europeas.
Para las elecciones presidenciales de 2017, el PRCF pide el voto de Jean-Luc Mélenchon (La France insoumise), en el marco de un apoyo crítico.

### Relación con el PCF
Algunos miembros del PRCF también forman parte del PCF. Como resultado, y a través de sus relaciones con otros grupos "ortodoxos", en particular a través de la Convergencia Comunista, influyen en la vida política interna del PCF.

### Relaciones con el movimiento sindical
El PRCF está cerca del Frente de Sindicatos de Clase (FSC) creado en 2005 por activistas de la CGT y la FSU que afirman querer unir iniciativas para defender el sindicalismo de las luchas de clase y de masas y ayudar a los miembros del sindicato a reapropiarse de la herramienta sindical.
El PRCF está comprometido junto con los partidarios de la lucha de clases dentro de la CGT, y apoya la idea de un retorno de la CGT dentro de la Federación Mundial de Sindicatos (FSM).

## Organización
El órgano rector de la PRCF es la conferencia nacional, que se reúne cada tres años y está compuesta por delegados elegidos por las asociaciones departamentales. Está encabezada por un comité central compuesto por miembros elegidos por la conferencia nacional, que incluye una comisión y una secretaría ejecutiva. Esto es similar a la forma en que funcionaba el PCF antes del XXVIII Congreso (comité central y oficina política).
El presidente de la PRCF es Léon Landini; su vicepresidente es Pierre Pranchère. El presidente del PCN es Jean-Pierre Hemmen; el secretario nacional, director político de Iniciativa Comunista, es Georges Gastaud. Georges Hage, exdiputado del Norte y exdecano de la Asamblea Nacional, fue su presidente honorario hasta su muerte en 2015.
El movimiento juvenil del PRCF es la Juventud para el Renacimiento Comunista en Francia, dirigido por Gilliatt De Staërck (JRCF).
Hasta 2014, su sede se encuentra en el 23, rue du Haut de la Noue en Villeneuve-la-Garenne. Luego se transfiere al 8, rue du Clos La Paume en Bagneux (Hauts-de-Seine).

## Medios de comunicación
El PRCF publica un periódico mensual, Iniciativa Comunista, que se distribuye principalmente por suscripción y por venta de militantes.
El PRCF también publica la revista teórica y cultural marxista-leninista, ÉtincellesS, que aparece tres veces al año y se distribuye por venta y suscripción militante.
La organización también anima el sitio web initiative-communiste.fr.
Desde octubre de 2017, los activistas han organizado una serie de conferencias retransmitidas en YouTube bajo el título "Marxist Café". También hay un canal Youtube de la JRCF y el PRCF.